# Saint-Ouen-de-Mimbré
Saint-Ouen-de-Mimbré és un municipi francès situat al departament del Sarthe i a la regió de País del Loira. L'any 2007 tenia 822 habitants.

## Demografia

### Població
El 2007 la població de fet de Saint-Ouen-de-Mimbré era de 822 persones. Hi havia 331 famílies de les quals 90 eren unipersonals (53 homes vivint sols i 37 dones vivint soles), 127 parelles sense fills, 102 parelles amb fills i 12 famílies monoparentals amb fills.
La població ha evolucionat segons el següent gràfic:
Habitants censats

### Habitatges
El 2007 hi havia 386 habitatges, 345 eren l'habitatge principal de la família, 18 eren segones residències i 23 estaven desocupats. 367 eren cases i 16 eren apartaments. Dels 345 habitatges principals, 276 estaven ocupats pels seus propietaris, 67 estaven llogats i ocupats pels llogaters i 2 estaven cedits a títol gratuït; 6 tenien una cambra, 23 en tenien dues, 64 en tenien tres, 99 en tenien quatre i 152 en tenien cinc o més. 217 habitatges disposaven pel capbaix d'una plaça de pàrquing. A 147 habitatges hi havia un automòbil i a 175 n'hi havia dos o més.

### Piràmide de població
La piràmide de població per edats i sexe el 2009 era:
| Homes | Edats   | Dones |
| ----- | ------- | ----- |
| 0     | 95 o +  | 0     |
| 4     | 90 a 94 | 0     |
| 4     | 85 a 89 | 8     |
| 8     | 80 a 84 | 8     |
| 8     | 75 a 79 | 24    |
| 16    | 70 a 74 | 16    |
| 16    | 65 a 69 | 8     |
| 28    | 60 a 64 | 16    |
| 28    | 55 a 59 | 8     |
| 24    | 50 a 54 | 40    |
| 36    | 45 a 49 | 40    |
| 36    | 40 a 44 | 32    |
| 28    | 35 a 39 | 24    |
| 20    | 30 a 34 | 12    |
| 28    | 25 a 29 | 20    |
| 28    | 20 a 24 | 28    |
| 16    | 15 a 19 | 48    |
| 12    | 10 a 14 | 16    |
| 24    | 5 a 9   | 12    |
| 24    | 0 a 4   | 20    |

## Economia
El 2007 la població en edat de treballar era de 531 persones, 363 eren actives i 168 eren inactives. De les 363 persones actives 336 estaven ocupades (190 homes i 146 dones) i 27 estaven aturades (11 homes i 16 dones). De les 168 persones inactives 92 estaven jubilades, 35 estaven estudiant i 41 estaven classificades com a «altres inactius».

### Ingressos
El 2009 a Saint-Ouen-de-Mimbré hi havia 367 unitats fiscals que integraven 925,5 persones, la mediana anual d'ingressos fiscals per persona era de 16.176 €.

### Activitats econòmiques
Dels 31 establiments que hi havia el 2007, 1 era d'una empresa alimentària, 2 d'empreses de fabricació d'altres productes industrials, 9 d'empreses de construcció, 4 d'empreses de comerç i reparació d'automòbils, 2 d'empreses de transport, 2 d'empreses d'hostatgeria i restauració, 1 d'una empresa financera, 1 d'una empresa immobiliària, 3 d'empreses de serveis i 6 d'empreses classificades com a «altres activitats de serveis».
Dels 13 establiments de servei als particulars que hi havia el 2009, 1 era un taller d'inspecció tècnica de vehicles, 3 paletes, 1 guixaire pintor, 2 fusteries, 2 lampisteries, 2 perruqueries, 1 restaurant i 1 saló de bellesa.
L'any 2000 a Saint-Ouen-de-Mimbré hi havia 15 explotacions agrícoles que ocupaven un total de 648 hectàrees.

## Equipaments sanitaris i escolars
El 2009 hi havia una escola elemental.

## Poblacions més properes
El següent diagrama mostra les poblacions més properes.